# Muzeum Parafialne w Pruchniku
Muzeum Parafialne w Pruchniku – muzeum położone w Pruchniku. Placówka funkcjonuje przy parafii św. Mikołaja Biskupa.
Muzeum powstało w 1994 roku z inicjatywy miejscowego proboszcza, ks. Kazimierza Trelki. Jego siedzibą jest budynek dawnej organistówki, pochodzący z 1890 roku. 
Ekspozycja muzealna mieści się w dwóch salach. W pierwszej zgromadzono eksponaty i pamiątki związane z historią Pruchnika i okolic: książki i dokumenty, meble, przedmioty codziennego użytku, narzędzia rolnicze. Wśród zbiorów zobaczyć można m.in. znaleziony w Pruchniku odłamek meteorytu oraz formę do wypiekania hostii. Druga sala poświęcona jest osobie bł. ks. Bronisława Markiewicza, założyciela Zgromadzenia św. Michała Archanioła.